# نهر روفوما
نهر روفوما، هو نهر في منطقة البحيرات الكبرى الأفريقية. من خلال الجزء الأكبر من مجراه، يشكل النهر الحدود بين تنزانيا وموزمبيق (في موزمبيق معروف باسم ريو روفوما). يبلغ طول النهر 800 كيلومتر (497 ميل)، مع حوض تصريف 155,500 كيلومتر مربع (60,000 ميل2). يبلغ متوسط تصريفه السنوي 475 متر مكعب / ثانية (16774 قدم مكعب).

## نظرة عامة
يتكون نهر روفوما السفلي من تقاطع عند 11 ° 25 'جنوبًا ، 38 ° 31' شرقاً لفرعين متساويين في الأهمية تقريبًا، وأطولها، لوياندا، يأتي من الجنوب الغربي، والآخر، والذي لا يزال يحمل اسم روفوما، من الغرب. يقع مصدره على هضبة متموجة على ارتفاع 1,000 متر (3,300 قدم)، مباشرة إلى الشرق من بحيرة نياسا، عند 10 ° 45 'جنوبا ، 35 ° 40' شرقا، يتدفق التيار أولا غربا قبل أن يتجه جنوبا وشرقا.
في مجرأه الشرقي، يتدفق روفوما بالقرب من قاعدة هضبة حجر رملي قاحلة إلى الشمال، والتي من خلالها يكون للتيارات، التي قطعت قنواتها العميقة في حافة الهضبة، جميع الدورات القصيرة تقريبًا.
على الضفة المقابلة، يستقبل روفوما، إلى جانب لوياندا ونهر امسنجاي ونهر لوكتشيولنغو،تدفق من وديان واسعة تمتد من الجنوب إلى الشمال. يرتفع لوياندا بالقرب من بحيرة تشيلوا، في بحيرة شيوتا الصغيرة (1700 قدم)، يتم فصل المستنقعات إلى الجنوب من تشيلوا فقط من خلال سلسلة مشجرة ضيقة. يمر النهر الذي يصدر من شيوتا عبر وادي مستنقعي في بحيرة أمارامبا الضيقة، والتي يصدر منها نهر لوياندا أخيرًا كتيار بعرض 80 ياردة.
يختلف الجزء السفلي منه اختلافًا كبيرًا في العرض، حيث يحتوي في أجزاء كثيرة على جزر حرجية طويلة ترتفع فوق مستوى الفيضان، وغالبًا ما تكون مأهولة بالسكان. النهر قابل للعبور في كثير من الأماكن في موسم الجفاف.
يتدفق نهر روفوما السفلي، الذي غالبًا ما يكون عرضه نصف ميل ولكنه ضحل بشكل عام، عبر وادي مستنقعات يحيط به جرف هضاب يحتوي على العديد من المياه الراكدة للنهر. فم النهر بالقرب من 10 ° 28 'S.، 40 ° 30' E.،يتم تشكيل الحدود بالقرب من الساحل بموازاة 10 ° 40 '. يبلغ طول روفوما حوالي 500 ميل (800 كـم) .

## جسر
تم اقتراح جسر يسمى جسر الوحدة عبر النهر بين موزمبيق وتنزانيا في وقت مبكر من عام 1975، وعلى الرغم من بدء البناء، تم التخلي عن المشروع بسبب نقص التمويل. في عام 2002، عقدت الحكومتان الوطنيتان اتفاقية رسمية لبناء جسر جديد بطول 600 متر عبر النهر، وتم افتتاحه أخيرًا في احتفال في 25 مايو 2010. يقع الجسر في نيجومانو، على بعد 200 كم من الداخل وعلى بعد 100 كم من أقرب طريق سطحي في موزمبيق. تم الاتفاق على الموقع بين الرئيسين ماشيل ونيريري لأن هذا كان موقع الدخول الأول إلى موزمبيق من قبل قوات جبهة تحرير موزمبيق في حرب الاستقلال الموزمبيقية في 25 سبتمبر 1964. كان نيجومانو أيضًا الموقع الذي عبرت فيه القوات الألمانية نهر روفوما في 25 نوفمبر 1917. تم وضع أحجار الأساس الأولى على الجانبين التنزاني والموزمبيقي في 10 أكتوبر 2005. تم الانتهاء من البناء في أوائل عام 2010 بتكلفة 28 مليون دولار أمريكي. كان من الممكن عبور النهر بطوافات (تقع في الجانب التنزاني) يمكن أن تحمل 3 سيارات جيب. غرقت العبارة في عام 2008 ولم يتم استبدالها. في المياه المنخفضة، يكون النهر دائمًا قابلًا للعبور بواسطة سيارة دفع رباعي.
كما تم الانتهاء من جسر أصغر يسمى الوحدة 2 في عام 2007 في الجزء العلوي من روفوما بالقرب من ماتشقر في مقاطعة نياسا.